# Schloss Eythra

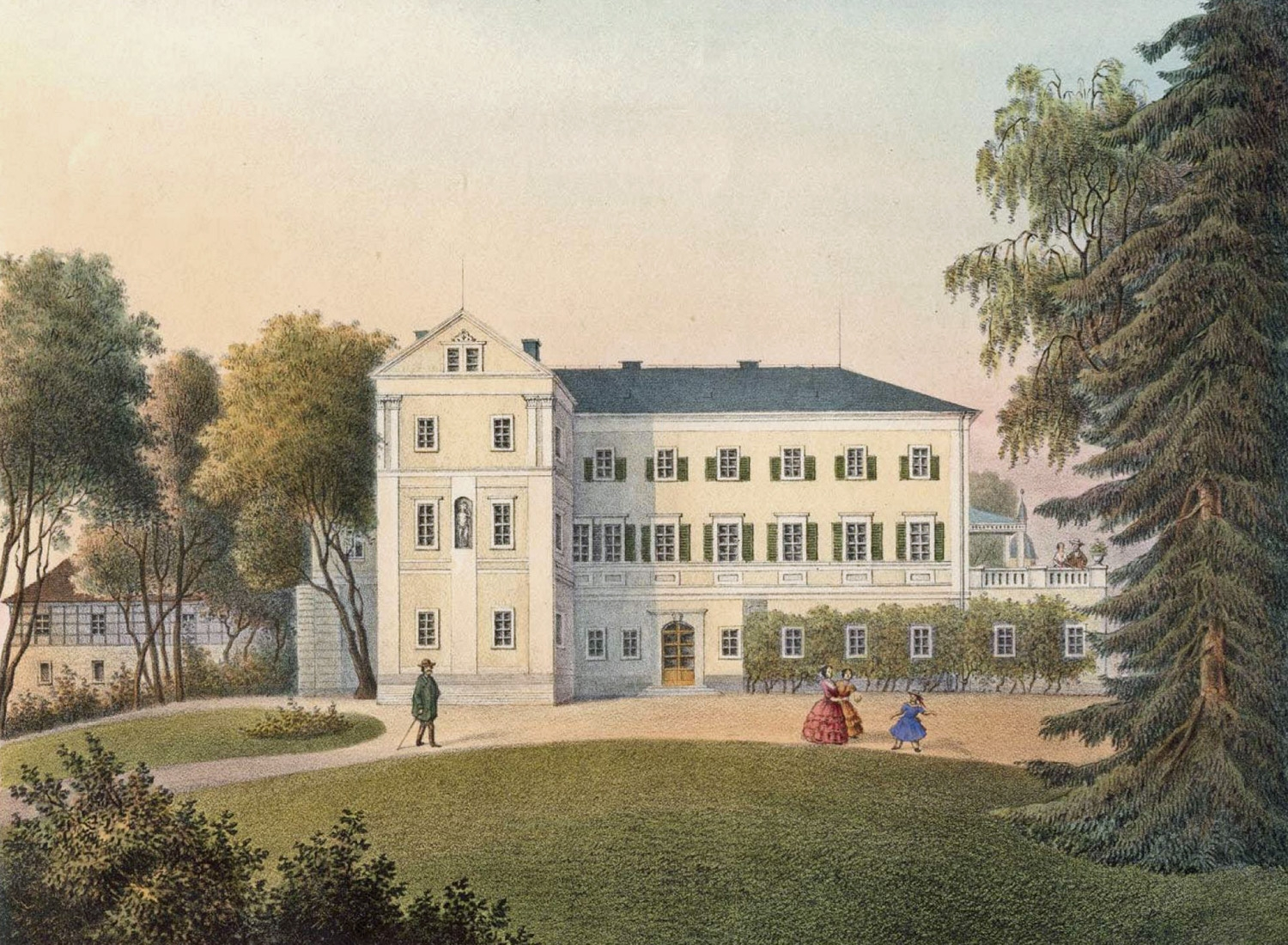
Schloss Eythra 1858

Das Schloss Eythra befand sich bis 1987 in Eythra, einem ehemaligen Dorf südlich von Leipzig in Sachsen.

## Geschichte
Bereits für das 10. Jahrhundert wird eine slawische Burg an einem Elsterübergang vermutet. Eythra wurde zum ersten Mal 976 als Itera urkundlich erwähnt, als Kaiser Otto II. die Rückgabe an den Bischof Giselher von Merseburg nach der zwischenzeitlichen Aneignung durch Markgraf Thietmar bestätigte, wobei ein bischöflicher Wirtschaftshof eine Rolle gespielt haben dürfte. Im 11. Jahrhundert wird Wiprecht von Groitzsch mit Eythra in Verbindung gebracht. Bis zum 14. Jahrhundert ist von einem Rittergeschlecht derer von Eythra die Rede.

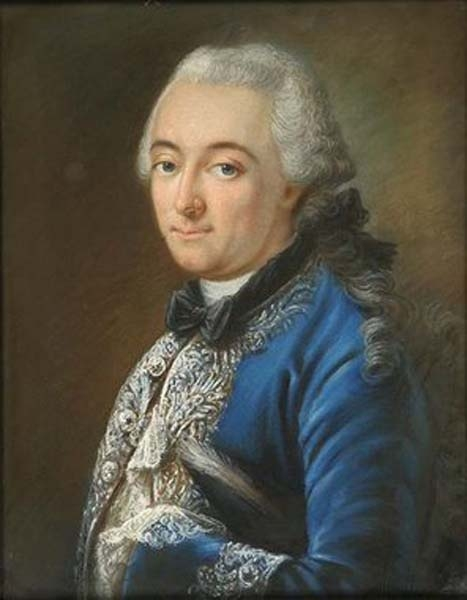
Jacob Friedemann Graf von Werthern

1334 wurde Otto von Pflugk mit dem Gute Eythra belehnt. Es blieb bei den Pflugks, bis es wegen Überschuldung 1649 versteigert wurde. Den Zuschlag erhielt der Kurfürstlich-Sächsische Kammer-, Berg- und Appellationsrat Dietrich von Werthern. 1658 erbte dessen Tochter Rahel als Freifrau von Rechenberg den väterlichen Besitz. Ihr Ehemann Johann Georg von Rechenberg veranlasste den Umbau der bis dahin existierenden Wasserburg zu einem Renaissanceschloss. Aus der von Rechenbergschen Familie kaufte 1719 Georg von Werthern d. Ä. Eythra zusammen mit dem nicht weit entfernten Gut Mausitz zurück und baute es um etwa 1733 zu einer barocken Dreiflügelanlage um. Sein Sohn Georg von Werthern d. J. legte um 1750 den barocken Park an und pflanzte die vierreihige Lindenallee.
Nach dessen Tod wurde Jacob Friedemann von Werthern 1771 Schlossherr. Die Herren von Werthern hatten sämtlich hohe Funktionen am Dresdner Hof. Deshalb war das Rittergut verpachtet und das Schloss wurde oft nur zu Festen und Repräsentationszwecken genutzt. Das änderte sich etwas, als Jacob Friedemann von Werthern 1783 zum Chef der Stiftsregierung in Zeitz-Naumburg ernannt wurde und deshalb öfter auf Eythra weilen konnte. Er ließ den Park umgestalten und das Speisezimmer im Schloss mit Bildtapeten mit römischen Motiven nach Stichen von Giovanni Battista Piranesi ausschmücken, fortan Römischer Saal genannt. Das Schloss wurde mit einem Blitzableiter versehen, der zu den ersten seiner Art in Sachsen zählte. In dieser Zeit entstand auch die römische Tempelruine Trianon. Jacob Friedemann von Werthern war verheiratet mit Johanna Luise vom und zum Stein, der jüngeren Schwester des späteren preußischen Reformators Heinrich Friedrich Karl vom und zum Stein. Da die Wertherns auch Besitzungen in Thüringen hatten, kamen sie über den Weimarer Hof mit Johann Wolfgang Goethe in Kontakt, der die Frau von Werthern sehr schätzte. Es wird vermutet, dass die Errichtung des Trianons auch auf die Einflussnahme Goethes zurückgeht. Über die Heirat mit der Werthern-Tochter Henriette wurde nach Jacob Friedemann von Wertherns Tod 1806 der kursächsische Staatsbeamte Friedrich Christian Ludwig Senfft von Pilsach Besitzer von Eythra.

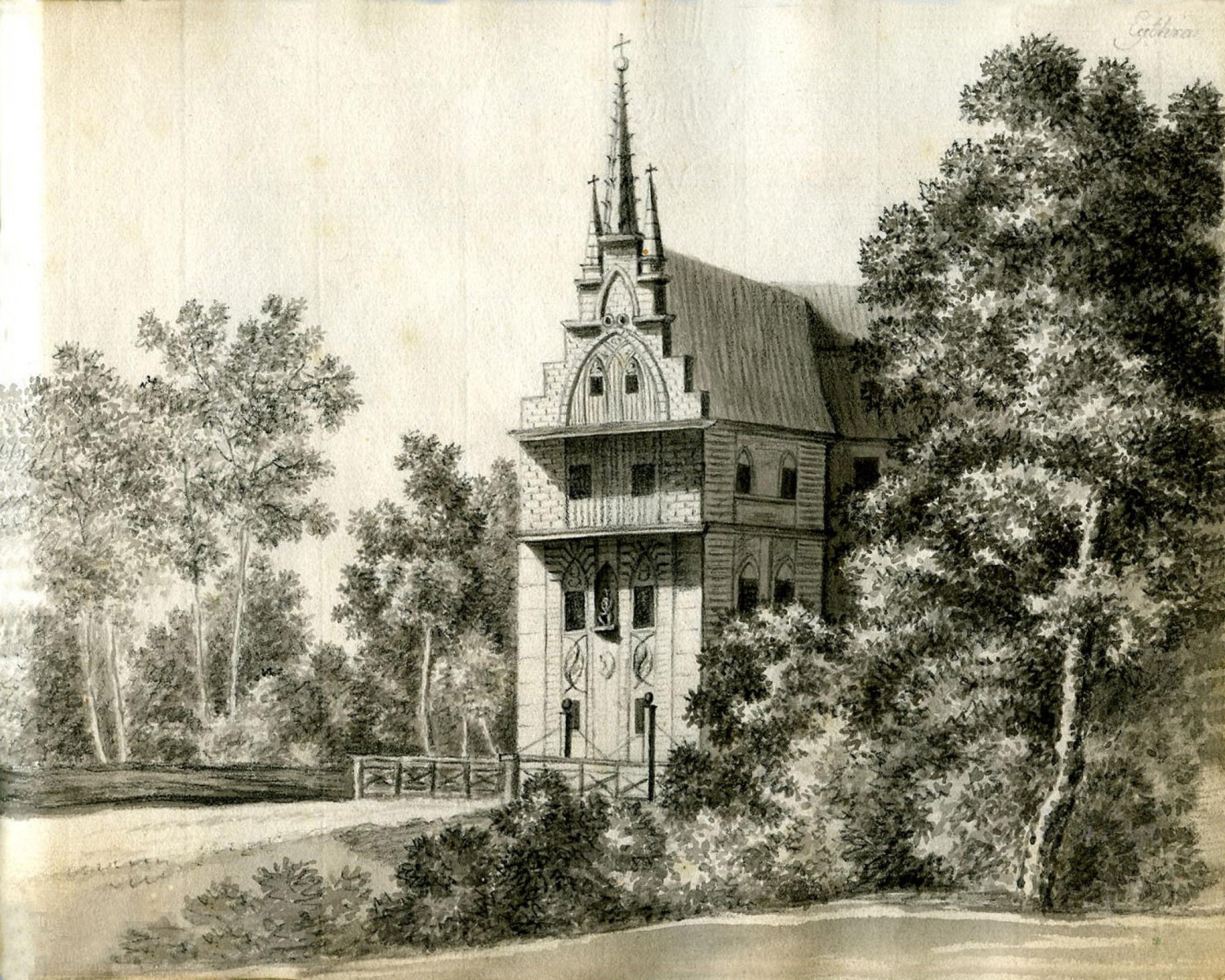
Das Schloss auf einer Zeichnung von A. F. Oeser
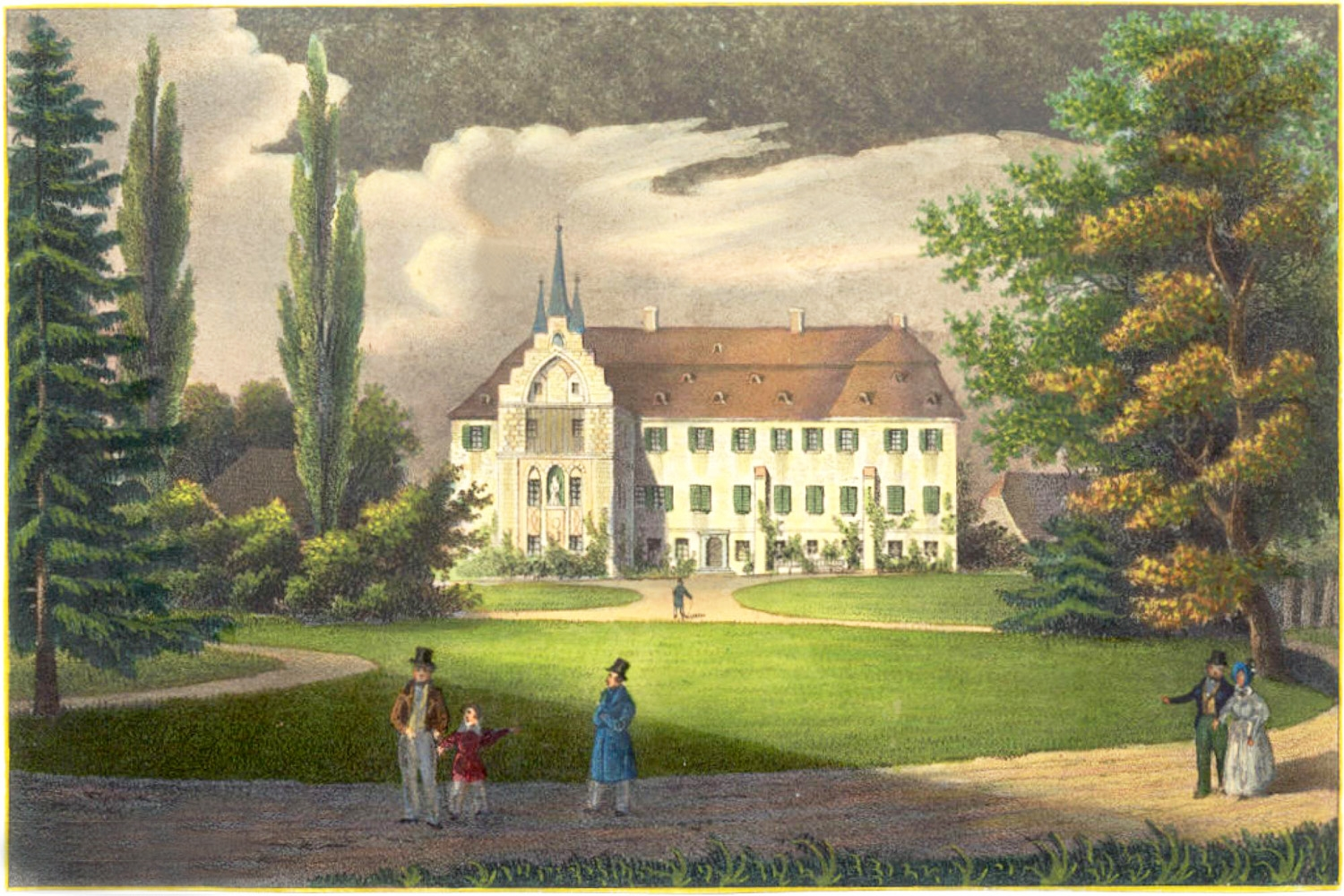
Das Schloss vor 1840
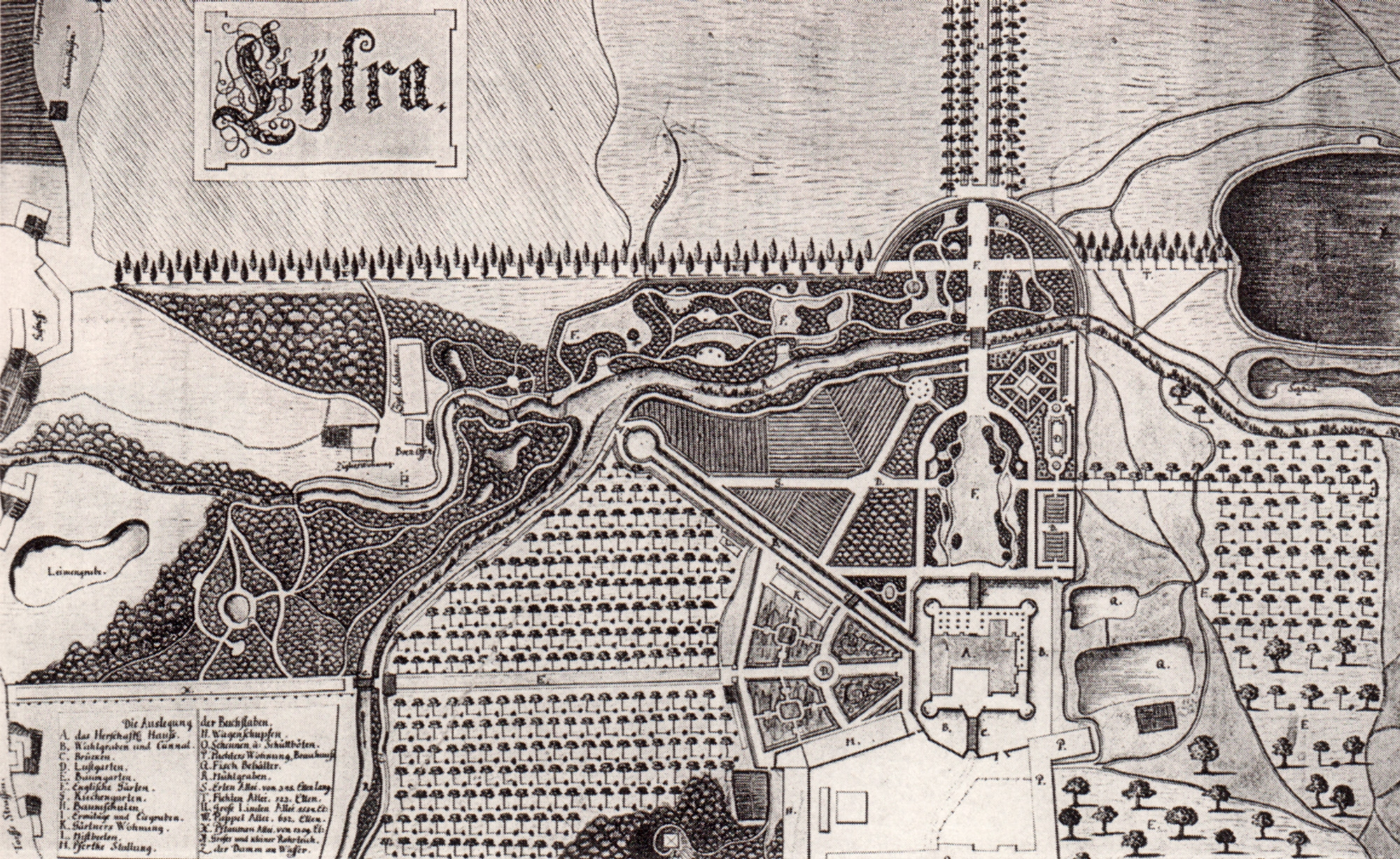
Plan von Schloss und Park Eythra um 1800
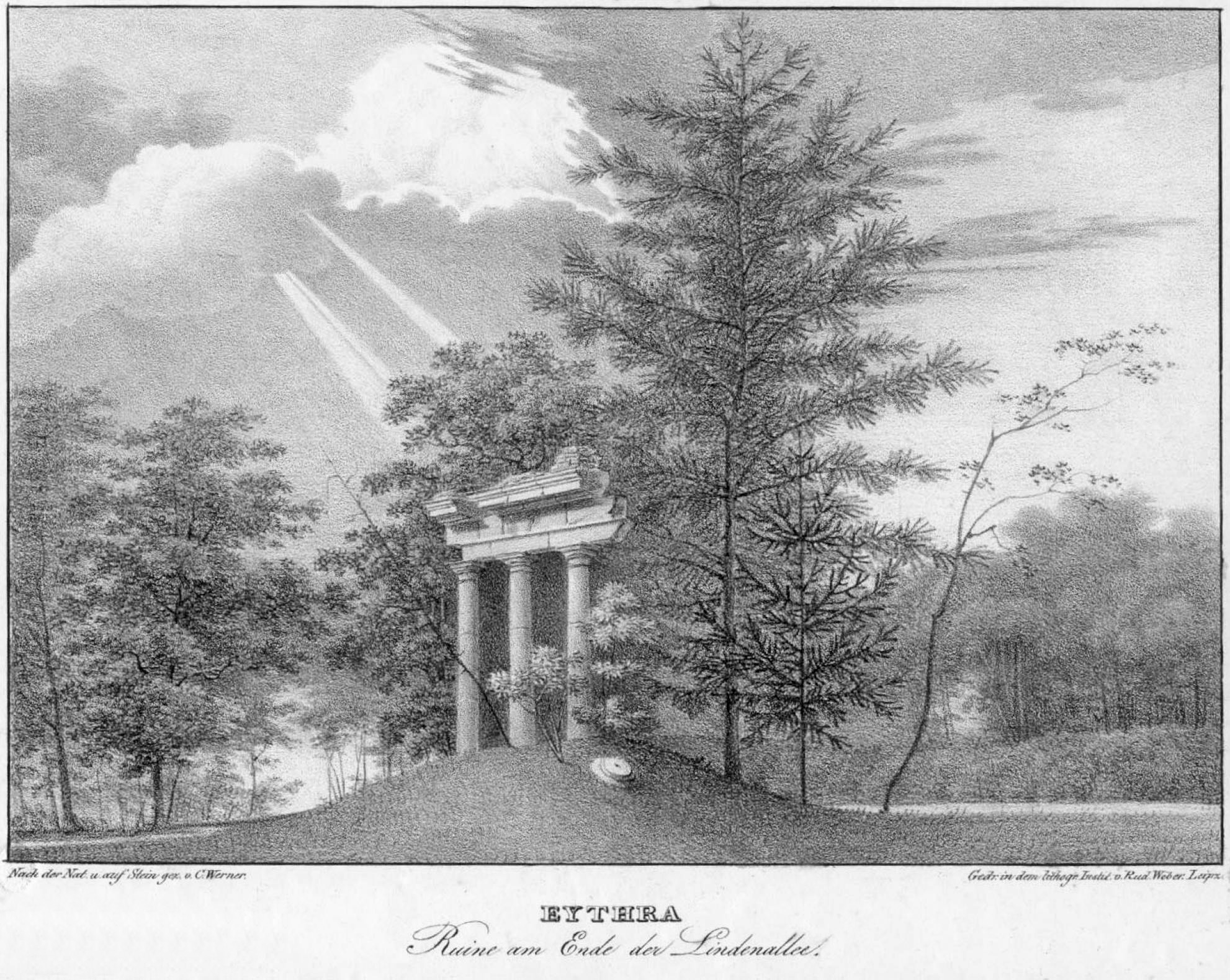
Das Trianon 1827
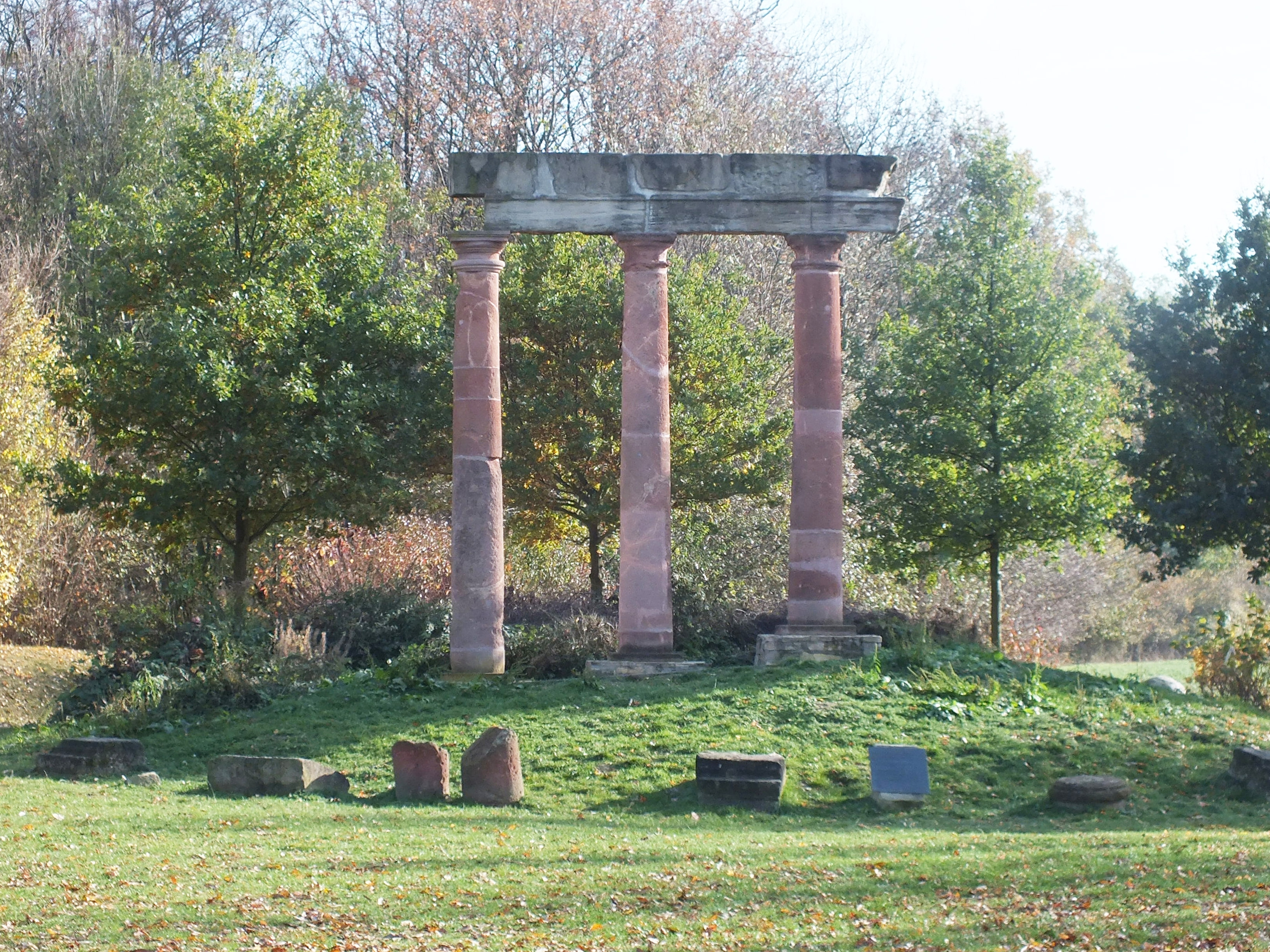
Das Trianon 2012
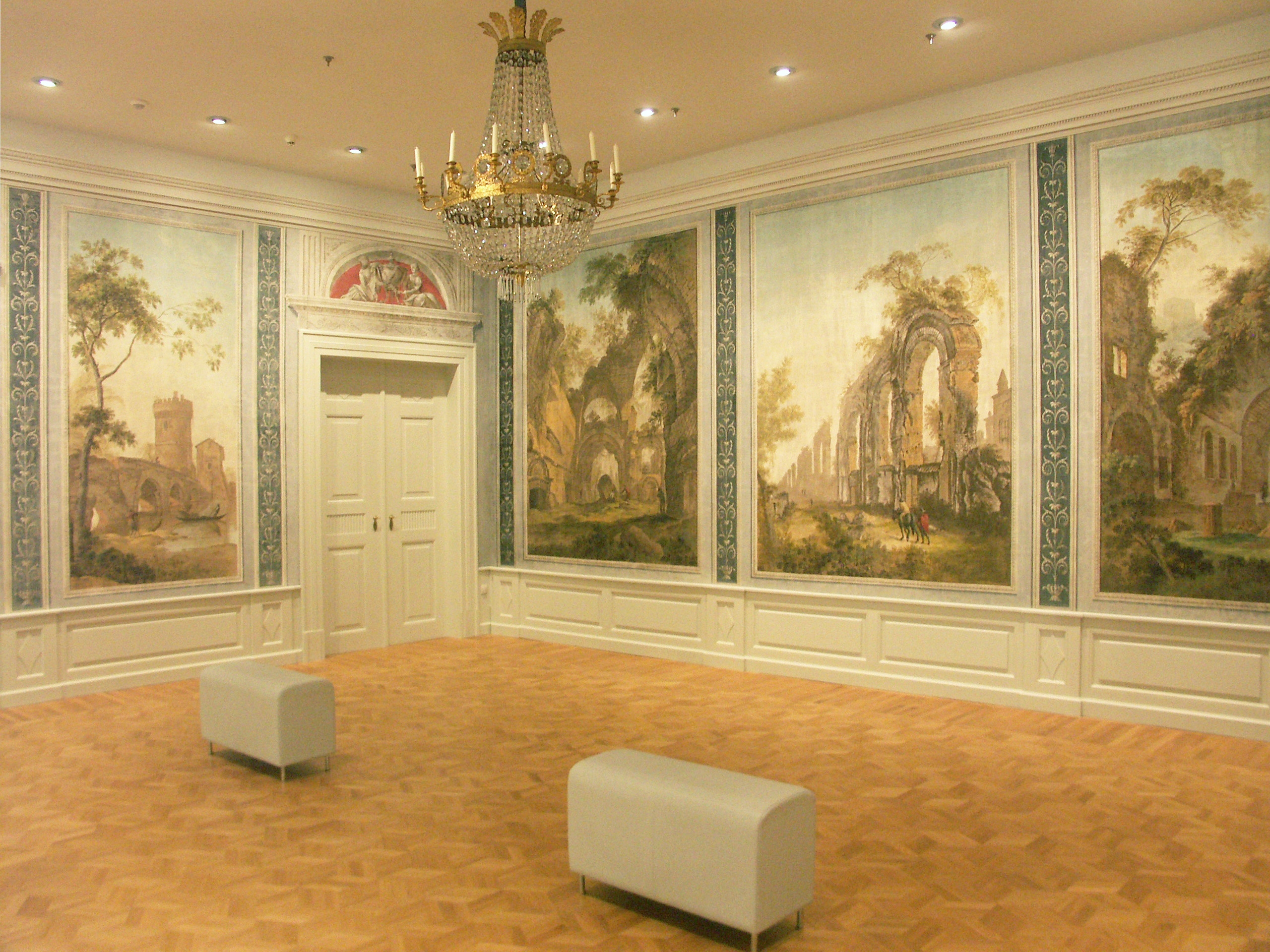
Das Römische Zimmer im Leipziger Grassimuseum

1819 kaufte der Leipziger Tuch- und Wollhändler Kammerrat David Anger Eythra und Mausitz. Sein Sohn Alexander Anger passte 1839/40 durch eine spätklassizistische Umgestaltung das Schloss seinen bürgerlichen Ansprüchen an. Nachdem der kinderlose Otto Alexander Anger-Coith erschossen im Wald aufgefunden worden war, erwarb Alfred Binsack 1931 das Rittergut. Dieser wurde im Zuge der Bodenreform 1945 enteignet. Auf den Fluren des Rittergutes wurden 19 Neubauernstellen eingerichtet. Das Schloss wurde zur Jugendschule „Hans Franke“ umfunktioniert und 1949 eine Jugendherberge eingerichtet, die 1955 zugunsten von Kindergarten und Schulhort wieder aufgelöst wurde. Während der DDR-Zeit verfiel das Schloss mehr und mehr und wurde schließlich im Zuge der Devastierung des Ortes für den Tagebau Zwenkau 1987 abgebrochen.

## Wandbespannung
Jacob Friedemann von Werthern und seine gebildete und kunstsinnige Ehefrau Luise, ließen Schloss und Park ab Mitte der 1780er Jahre im Sinne der Antikenrezeption umformen. „Der einzige Weg für uns groß … zu werden, ist eine Nachahmung der Alten …“, hatte der Kunsttheoretiker Johann Joachim Winckelmann geschrieben. Er rief zum Studium der klassischen Antike auf. Doch verband man mit dem Antikenbegriff vor allem eine Antithese zum bisher Zeitgenössischen. So ist es kein Widerspruch, wenn das Schloss gotisierende Fassadenelemente und der Park neben neogotischen, chinoise und antikisierende Bauten und Denkmäler erhielt. Die Bildtapeten basieren auf Blättern von Piranesis Folge „Vedute di Roma“, sie zeigen den Ponte Lugano, die Villa Hadriana, den Aquädukt des Nero, die Grotte der Egeria und den Sybillen-Tempel von Tivoli. Piranesis Verherrlichung der antiken Baukunst entsprach vollkommen der romantischen Kunstgesinnung des ausgehenden 18. Jahrhunderts. Hergestellt wurden die Wandbespannungen, in Leimfarben auf Leinwand, von einem Künstler aus dem Umkreis des Weimarer Hofes. 1946 aus dem Schloss übernommen, sind sie seitdem im Leipziger Grassi Museum für Angewandte Kunst im Sammlungsteil „Antike bis Historismus“ ausgestellt.